# Subiecte de grupa 1 la Bacalaureatul Internațional
Subiectele din Grupa 1: Studii în limbă și literatură (mai demult cunoscute sub denumirea de prima limbă) ale programului Diploma de la Bacalaureatul Internațional se referă la prima limbă a elevului (limba maternă sau limba cel mai bine stăpânită de acesta). Sunt disponibile trei cursuri: Literatură, Limbă și literatură și un subiect interdisciplinar, Literatură și interpretare. Elevii care completează două subiecte din grupa 1 (în locul unui subiect din grupa 1 și unuia din grupa a 2-a) sau completează un subiect din grupa a 3-a sau a 4-a într-o limbă diferită decât subiectul de la grupa 1 pot obține o diplomă bilingvă IB cu condiția de a obține o notă cel puțin egală cu 3 (pe o scară de la 1 la 7) la ambele subiecte.

## Limba A: literatură
Limba A: literatura (cunoscută anterior ca Limbă A1) este un curs de literatură recent actualizat pentru primele examene din 2013. Cursul este conceput pentru a „încuraja elevii să aprecieze arta literaturii și să-și dezvolte capacitatea de a reflecta critic asupra lecturii lor”. Cursul este disponibil atât la nivel standard (SL) cât și la nivel superior (HL), unde curriculumul HL este puțin mai solicitant decât cel al SL. Cursul este disponibil oficial în peste 50 de limbi și există un serviciu special de solicitare (numai pentru sesiunile din mai) pentru limbile care nu sunt susținute oficial. 

### Programă
Cursul este împărțit în patru părți. Toate lucrările alese trebuie să figureze ca parte a predării. 
- Partea 1: Lucrări în traducere (SL: 2 opere, 40 ore; HL: 3 opere, 65 ore) — După cum sugerează și numele, această parte se concentrează pe operele scrise inițial într-o altă limbă, dar traduse în limba în cauză. Scopul acestei părți este „aprofundarea înțelegerii de către elevi a operelor ca fiind produse ale unui anumit timp și spațiu”. Lucrările sunt alese din lista literaturii prescrise în traducere (PLT — prescribed literature in translation), publicată de Organizația IB. Cunoașterea acestei părți este evaluată prin lucrare scrisă.
- Partea 2: Studiu detaliat (SL: 2 opere, 40 ore; HL: 3 opere, 65 ore) — Această secțiune a cursului se concentrează pe analiza detaliată a lucrărilor atât în ceea ce privește conținutul cât și tehnica scrierii lor. Această parte își propune să încurajeze citirea atentă și analiza aprofundată a elementelor semnificative din fiecare operă. Lucrările sunt alese din lista prescrisă de autori (PLA — prescribed list of authors) și aparțin diferitor genuri literare și diferitor autori (la HL una dintre lucrări trebuie să fie poezie). Cunoașterea acestei părți este evaluată prin comentariu oral individual.
- Partea 3: Genuri literare (SL: 3 opere, 40 ore; HL: 4 opere, 65 ore) — Lucrările din această secțiune sunt alese din aceleași genuri literare ca cele din PLA. Scopul acesteia este de a permite un cadru pentru studiul comparativ al operelor alese prin explorarea convențiilor literare și a caracteristicilor asociate genurilor. Cunoașterea acestei părți este evaluată în lucrarea 2.
- Partea 4: Opțiuni (SL: 3 opere, 30 ore; HL: 3 opere, 45 ore) — Lucrările pentru această parte sunt alese în mod liber de profesor și pot fi în orice combinație, de unde și numele. Elevii sunt evaluați pe baza înțelegerii lor din punct de vedere literar a operelor din această parte, precum și a capacității de a produce o prezentare eficientă pe cale orală.

În total, elevii SL studiază 10 opere literare, iar elevii HL studiază 13 opere literare. 

### Evaluare
Pentru toate limbile de la SL și HL există cinci componente de evaluare. 

#### Evaluarea externă
- Lucrarea 1: Analiză literară ghidată (SL: 1 oră 30 minute) / Comentariu literar (HL: 2 ore) (20 de puncte care au o pondere de 20% din nota finală) — Candidații scriu un comentariu asupra unuia dintre cele două pasaje date la prima vedere — o poezie și o proză. Candidații SL trebuie să răspundă celor două întrebări îndrumătoare prezentate în chestionar — unul privind înțelegerea și interpretarea și altul privind stilul operei. Candidații HL sunt evaluați pentru explorarea diferitelor aspecte literare și a modului în care se ating efectele acestora.
- Lucrarea 2: Eseu (25 de puncte care au o pondere de 25% din nota finală; 1 oră și 30 de minute pentru SL; 2 ore pentru HL) — Candidații scriu un eseu comparativ bazat pe una dintre cele trei întrebări date pentru genul literar studiat în partea a 3-a a cursului. Răspunsurile trebuie să se bazeze pe cel puțin două lucrări din partea a 3-a, dar se poate face referire și la una dintre lucrările studiate în partea a 2-a. Candidații nu vor avea acces la lucrările studiate.
- Lucrare scrisă (25 de puncte cu o pondere de 25% din nota finală) — Candidații prezintă un eseu literar analitic de 1200 până la 1500 de cuvinte pe un subiect generat de candidat, pe baza unei lucrări studiate în partea 1. Acest lucru se face în 4 etape — etapa orală interactivă (scrierea jurnalului pentru candidații autodidacți), declarația reflexivă, dezvoltarea temelor și elaborarea eseului. Jurnalului (pentru candidații autodidacți) și declarația reflexivă, de 300-400 de cuvinte, sunt, de asemenea, prezentate pentru evaluare.

Evaluarea externă reprezintă 70% din nota cursului. 

##### Examen oral alternativ
Candidații SL autodidacți sprijiniți de școală efectuează examinarea orală alternativă în locul componentelor de evaluare internă. Aceasta este în esență aceeași cu componentele de evaluare internă, cu excepția faptului că aceasta este evaluată extern și unele proceduri de administrare sunt diferite. Examenul oral alternativ reprezintă 30% din nota finală. 

#### Evaluare internă
- Comentariu individual oral (SL & HL: 20 de minute de pregătire și 10 minute de vorbire) și discuții (doar HL: 10 minute suplimentare) (30 de puncte care au o pondere 15% din nota cursului) — Candidații SL și HL completează o analiză literară, înregistrată, asupra unui extras dintr-o proză studiată în partea a 2-a (20-30 rânduri, 40 de rânduri pentru elevii autodidacți), o poezie întreagă sau o parte dintr-o poezie de la partea a 2-a (pentru elevii HL aceasta trebuie să fie poezia studiată), analiză care pornește cu una sau două întrebări îndrumătoare. Candidații își spun comentariile pregătite timp de maximum 8 minute, apoi încep o discuție de 2 minute despre extras sau poezie (elevii autodidacți vorbesc pentru 10 minute și nu există niciun element de discuție). Elevii HL vor continua apoi neîntrerupt discuția de 10 minute asupra unei alte lucrări din partea a 2-a, care nu a fost folosită pentru comentarii. Înregistrările și notele sunt apoi trimise pentru moderare.
- Prezentare orală individuală (30 de puncte care au o pondere de 15% din curs, 10-15 minute) - Candidații pregătesc și fac o prezentare pe baza unei sau mai multe lucrări de la partea a 4-a (elevii autodidacți trebuie să vorbească despre două lucrări). Candidații pot alege un subiect în interes propriu, pe baza oricărui aspect al lucrării/lucrărilor aleasă/alese. Prezentarea poate fi sub forma unei analize standard sau a unei activități creative (aceasta necesită un set de argumente). Prezentarea poate fi realizată în perechi sau în grupuri mici, dar fiecare candidat trebuie să prezinte în mod individual. Această componentă nu este înregistrată sau transmisă (cu excepția studenților autodidactați, în cazul cărora atât înregistrarea, cât și notițele sub formă de listă nenumerotată sunt prezentate pentru evaluarea externă) și este moderată prin comentariul oral individual.

Evaluarea internă reprezintă restul de 30% din nota finală a cursului. 

### Limbi disponibile
Începând cu sesiunea de examen din 2014, cursurile în următoarele limbi sunt disponibile automat în sesiunile de examinare din mai, în timp ce cele indicate cu (N) sunt, de asemenea, disponibile automat în noiembrie (adică mai puține limbi sunt disponibile în noiembrie față de mai): 
- Albaneză
- Amharică
- Arabă
- Bengaleză
- Bielorusă
- Bosniacă
- Bulgară
- Catalană
- Cehă
- Chineză (N)
- Coreeană (N)
- Croată
- Daneză
- Ebraică
- Engleză (N)
- Estonă
- Filipineză
- Finlandeză
- Franceză (N)
- Galeză (velșă)
- Germană (N)
- Greacă modernă
- Hindi
- Islandeză
- Indoneziană (N)
- Italiană
- Japoneză (N)
- Letonă
- Lituaniană
- Macedoneană
- Maghiară
- Malaieză
- Olandeză
- Nepaleză
- Norvegiană
- Persană
- Poloneză
- Portugheză (N)
- Română
- Rusă
- Sârbă
- Singhaleză
- Slovacă
- Slovenă
- Sotho
- Spaniolă (N)
- Suedeză
- Swahili
- Thailandeză
- Turcă (N)
- Ucraineană
- Urdu
- Vietnameză

 Examenele în alte limbi sunt disponibile la cerere specială (numai pentru sesiunile din luna mai), cu excepția Afrikaans și Swati (numai SL) care sunt disponibile numai în sesiunea din noiembrie. 

## Limba A: limbă și literatură
Limba A: limba și literatura este un curs care a debutat în 2013, destinat să înlocuiască cursul de limbă A2 din grupa a 2-a. Scopul principal al cursului este de a „încuraja elevii să pună la îndoială semnificația generată de limbă și texte, care este deseori complicată și ambiguă”. Cursul este disponibil atât la nivel standard (SL) cât și la nivel superior (HL). Cursul este în prezent disponibil numai în 17 limbi. 

### Programă
Cursul este împărțit în patru părți - două legate de limba și două legate de literatură. 
- Partea 1: Limba în context cultural (SL: 40 ore, HL: 60 ore) — Această parte explorează modul în care limbajul se dezvoltă în contexte culturale specifice, impactul său asupra lumii și modul în care el formează identitatea individuală și de grup. Aceasta permite candidaților să investigheze rolul limbajului în raport cu multe domenii implicate în construirea sensului și înțelegerii anumitor probleme din lume. Unele subiecte care pot fi explorate în această parte sunt problemele de gen, sexualitatea, comunitățile, identitatea individuală, puterea, istoria limbii, traducerea, știința și tehnologia, relațiile sociale, credințele și tabuurile.
- Partea 2: Limba și comunicarea în masă (SL: 40 ore, HL: 60 ore) — Această parte se concentrează pe explorarea utilizării limbajului în mass-media, inclusiv ziare, reviste, internet, telefonie mobilă, radio și film. De asemenea, se discută despre modul în care crearea și recepția textelor este influențată de mediul lor de livrare. Unele subiecte care pot fi explorate în această parte sunt prejudecățile, stereotipurile, cultura populară, discursurile și campaniile, administrația guvernamentală, instituții media, editare, limbaj persuasiv și divertisment.
- Partea 3: Literatură - texte și contexte (SL: 2 texte, 40 ore, HL: 3 texte, 70 ore) — În această parte, candidații explorează modalitățile prin care contextele sociale, culturale și istorice influențează crearea textului literar, prin lectură atentă și analiză. Candidații vor recunoaște, de asemenea, că interpretările textelor diferă între persoane de origine diferită. Și pentru SL, și pentru HL, un text trebuie luat din lista literaturii recomandate în traducere (PLT). Pentru SL, celălalt text poate fi ales liber, atâta timp cât este scris inițial în limba studiată. Pentru HL, al doilea text trebuie luat din lista de autori prescrisă pentru limba studiată (PLA), iar ultimul text poate fi ales fără restricții.
- Partea 4: Literatură - studiu critic (SL: 2 texte, 30 ore, HL: 3 texte, 50 ore) - În această parte, candidații vor explora îndeaproape textele literare, vor analiza textele și vor folosi termenii literari. Toate textele alese pentru această parte trebuie luate din PLA.

### Evaluare
Există trei componente de evaluare externă și două componente de evaluare internă. 

#### Evaluarea externă
- Lucrarea 1: Analiza textelor (SL: 1 oră 30 minute) / Analiză textuală comparativă (HL: 2 ore) (20 de puncte care au o pondere de 25%) — candidații SL scriu un comentariu analitic asupra unui text la prima vedere, la alegere din două texte date, iar candidații HL scriu un comentariu comparativ analitic asupra unei perechi de texte la prima vedere, alegând între  două perechi de texte date.
- Lucrarea 2: Eseu (25 de puncte care au o pondere de 25% din notă, 1 oră 30 minute pentru SL, 2 ore pentru HL) — Candidații răspund la una din cele șase întrebări date prin scrierea unui eseu pe baza a cel puțin două texte studiate în partea a 3-a a cursului. Se așteaptă ca aceștia să demonstreze rezultatele învățării din partea a treia prin analiza modului în care sensul textelor este definit de contextele de producție și recepție.
- Eseuri scrise (20 de puncte (SL) / 40 de puncte (HL) care au o pondere de 20% din curs) — Elevii SL vor trebui să scrie cel puțin trei eseuri (cel puțin unul bazat pe părțile 1 sau 2 și cel puțin unul bazat pe părțile 3 sau 4) de-a lungul cursului. Unul dintre acestea este supus evaluării. Elevii HL vor trebui să scrie cel puțin patru eseuri (cel puțin unul bazat pe părțile 1 sau 2, cel puțin unul bazat pe părțile 3 sau 4 și cel puțin una din secțiunea 2). Două dintre acestea sunt supuse evaluării. 
  - Secțiunea 1 — Eseul SL și eseul HL din secțiunea 1 sunt lucrări creative de scriere folosite pentru a explora un aspect al materialului în curs. Elevii sunt liberi să aleagă subiectul și tipul de text pentru sarcinile scrise, atât timp cât nu este un eseu formal sau un comentariu de orice fel. Fiecare eseu trebuie să fie cuprins între 800 și 1000 de cuvinte și în el trebuie să fie inclus o justificare de 200 până la 300 de cuvinte.
  - Sarcina 2 — Eseul HL din secțiunea 2 este un răspuns critic la una dintre cele șase întrebări prescrise, două din fiecare domeniu de studiu. Fiecare eseu trebuie să fie cuprins între 800 și 1000 de cuvinte.

Evaluarea externă reprezintă 70% din nota cursului. 

#### Evaluare internă
- Comentariu oral individual (30 de puncte care au o pondere de 15% din notă, 20 de minute de pregătire și 15 minute de vorbire) — Candidații pregătesc și expun un comentariu critic, înregistrat, asupra unui extras (nu mai mult de 40 de rânduri sau o poezie completă), cu două întrebări ajutătoare. Candidații expun comentariul timp de aproximativ 10 minute, apoi intră într-o discuție cu profesorul timp de aproximativ 5 minute. Înregistrările și notele sunt trimise pentru moderare externă.
- Activitate orală suplimentară (30 de puncte care au o pondere de 15% din notă) - Candidații trebuie să completeze cel puțin două activități orale, cel puțin unul pe baza părții 1 și cel puțin unul pe baza părții 2. Acest lucru permite candidaților să exploreze unele dintre subiectele celor două părți ale cursului. Poate fi orice formă de activitate preferată de elev, în funcție de aranjamentul din clasă. Nota pentru cea mai bună activitate este prezentată pentru evaluarea finală.

Evaluarea internă reprezintă restul de 30% din nota finală a cursului. 

### Limbi disponibile
Acest curs, care a debutat în 2014, este în prezent disponibil numai în următoarele 17 limbi pentru sesiunea din mai. Cele 7 limbi care sunt disponibile și în sesiunile din noiembrie sunt notate cu un (N). 
- Arabă
- Chineză (N)
- Coreeană
- Engleză (N)
- Franceză (N)
- Germană (N)
- Greacă modernă
- Indoneziană (N)
- Italiană
- Japoneză
- Olandeză
- Norvegiană
- Portugheză (N)
- Rusă
- Spaniolă (N)
- Suedeză
- Thailandeză

 Nu există un serviciu de solicitare specială pentru Limba A: limbă și literatură. 

## Literatură și interpretare
Literatură și interpretare (cunoscută și sub numele de Texte și interpretare în etapa pilot) este un nou subiect interdisciplinar, disponibil din primele examinări din 2013.  Este o combinație de artă literară și teatru, satisfăcând atât cerințele grupului 1, cât și ale grupului 6 . Este disponibilă numai la nivelul standard (SL). Cursul își propune să permită candidaților să facă legătura și să exploreze relația dintre cele două componente ale literaturii și interpretării artistice. 

### Programă
Cursul este împărțit în trei părți. 
- Partea 1: Studiul critic al textelor (50 de ore) — Candidații citesc îndeaproape o varietate de texte literare și interpretează, explorează semnificația și analizează efectul fiecărui text.
- Partea 2: Explorarea abordării alese față de text (40 de ore) — Candidații explorează texte în ceea ce privește potențialul lor de interpretare scenică și formulează idei pentru a transforma proza și poezia într-o interpretare teatrală.
- Partea 3: Realizarea textelor în interpretare (60 de ore) - Candidații învață să pregătească o interpretare scenică și să prezinte o piesă de teatru bazată pe un scenariu în fața unui public. De asemenea, ei învață să analizeze și să evalueze interpretările artistice prin vorbire și scriere.

### Evaluare
Există trei componente externe de evaluare și o componentă de evaluare internă. 

#### Evaluarea externă
- Lucrarea 1: Proză și interpretare (20 de puncte care au o pondere de 20% din notă, 1 oră 30 minute) — Candidații scriu un eseu la alegere între trei întrebări legate de problemele asociate cu dramatizarea unui roman.
- Lucrarea 2: Poezie (25 de puncte care au o pondere de 20% din notă, 1 oră 30 minute) — Candidații scriu un eseu comparativ la alegere dintre șase întrebări.
- Lucrare de curs: Mari dramaturgi în spectacole (20 de puncte care au o pondere de 20% din notă) - Candidații analizează în mod critic procesul de creare a unui extras sau a unei serii de extrase legate de o piesă creată de un dramaturg listat în lista autorilor recomandați (PLA) și reflectă ulterior pe propria interpretare într-una din interpretările scenică ale acesora. Lucrarea de curs trebuie să aibă o lungime între 1500 și 2000 de cuvinte.

Componentele de evaluare externă reprezintă 60% din nota finală al cursului. 

#### Evaluare internă
- Interpretare (5 minute) și prezentare orală individuală (15 minute) (40 de puncte care au o pondere de 40% din notă) — Candidații realizează o interpretare scenică pe parcursul cursului, pe baza transformării unuia sau mai multor texte de poezie și proză studiate. Textele alese nu pot fi cele utilizate pentru lucrările 1 și 2. Ca urmare, candidatul oferă o prezentare orală structurată despre interpretarea sa scenică.

Această componentă reprezintă restul de 40% din nota finală a cursului. 

### Limbi disponibile
Cursul este disponibil numai în limba engleză pentru sesiunile mai și noiembrie. De asemenea, este disponibil în limba franceză și spaniolă doar în sesiunile din mai, la cerere specială. 